# Harold Innis

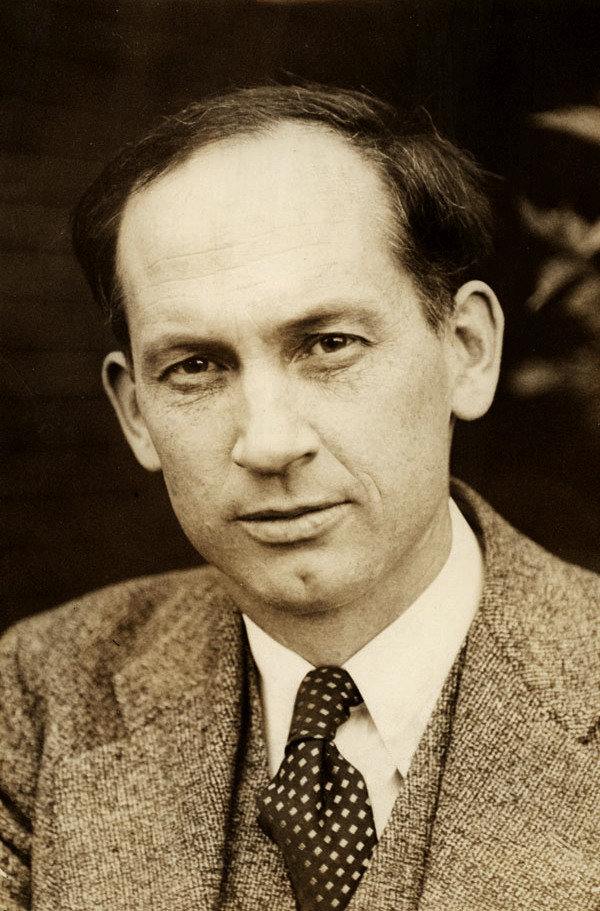
Harold A. Innis (1920-talet)

Harold Adams Innis, född 5 november 1894 i Otterville, Ontario, död 8 november 1952, var en kanadensisk ekonomihistoriker. Han myntade uttrycket "the bias of communication", som syftar på den kommunikationstekniska utvecklingens betydelse för samhällsutvecklingen i stort. Han dog i cancer 1952.
Han studerade vid McMaster University och deltog därefter i först världskriget där han tjänstgjorde vid fronten i Frankrike och skadades i slaget vid Arras 1917. Hans krigserfarenheter präglade hans tänkande och han blev intresserad av imperiebyggande länder och förhållandet mellan imperier och marginaliserade kolonier. Strax efter att han återvänt till Kanada tog han en mastersexamen (M.A.) vid McMaster University och sedan en doktorsexamen (Ph.D.) vid University of Chicago. 1920 började han undervisa i politisk ekonomi vid University of Toronto, där han stannade till sin död.
I slutet av sitt liv skrev Innis ett antal artiklar om kommunikation, som fått betydelse inom området kritisk medieteori. Han påverkade bland annat Marshall McLuhan som också var verksam i Toronto. Innis bidrog till McLuhans kritik av krig och teknik, och idén om människans "förlängningar" (extensions of man).